# Огонь по врагу
«Огонь по врагу» — литературно-политический радиоспектакль, выходивший в Новосибирске во время Великой Отечественной войны с 4 сентября 1941 по 4 июля 1944 года.

## Описание
Спектакль был создан сотрудниками Новосибирского областного радиокомитета В. П. Лебедевым (режиссёр) и Г. В. Карпенко (редактор) в содружестве с баянистом И. И. Маланиным и актёрами Ленинградского театра драмы имени А. С. Пушкина А. Ф. Борисовым и К. И. Адашевским, которые сыграли отважных разведчиков Илью Шевелькова и Кузьму Ветрова.
Первая трансляция состоялась 4 сентября 1941 года.
Источниками для создания спектакля послужили элементы фронтового юмора, отчёты Совинформбюро, письма слушателей и свежие сводки о работе сибирского тыла. В качестве музыкального эпиграфа была взята песня «Играй, мой баян» В. П. Соловьёва-Седого.
Передача обличала военного противника с помощью сатиры, привлекала жителей Сибири к работе на фронт.
Представление пользовалось большой популярностью, что подтверждалось внушительным числом писем, поступавших от аудитории радио, различных учреждений, Сибво и формирований действующей армии.
Значительный спрос на передачу стал причиной её выхода за пределы радиоэфира и перемещения на эстраду. Творческий коллектив успешно выступил на фронте — под Гжатском, где располагалась сибирская дивизия; объехал сельскую местность Новосибирской области, посещал города Сибири.
После отъезда в 1944 году Борисова с Адашевским спектакль продолжил существовать всё в той же изначальной форме, но уже под новым именем — «До скорой встречи». В его коллектив пригласили молодых артистов Л. Красикову, Ю. А. Хачинского, а также известного в Новосибирске актёра и режиссёра радио Н. М. Коростынева. Над текстами к передаче продолжил работать Е. Мин.